# Kertasari (Karang Dapo)
Kertasari is een bestuurslaag in het regentschap Musi Rawas van de provincie Zuid-Sumatra, Indonesië. Kertasari telt 1207 inwoners (volkstelling 2010).